# NGC 2995
NGC 2995 је група звезда у сазвежђу Једра која се налази на NGC листи објеката дубоког неба.
Деклинација објекта је - 54° 35' 0" а ректасцензија 9h 44m 0,0s. Привидна величина (магнитуда) објекта NGC 2995 износи 13,0. NGC 2995 је још познат и под ознакама ESO 167-?4.